# 포르쉐 918

포르쉐 918(Porsche 918)은 2013년 9월에 출시되어 카레라 GT의 빈 자리를 채운 차종이다. 4,593cc의 가솔린 엔진(608마력)과 2개의 전기 모터(279마력)가 결합하여 총 887마력의 성능을 내고, 최고 속도는 352km/h이다. 제로백(0-100km/h)는 2.8초이고, 퍼포먼스 패키지를 선택할 경우 2.6초까지 단축시킬 수 있다. 세계 최초의 플러그인 하이브리드 슈퍼카라는 명칭을 달고 출시한 918 스파이더는 총 918대를 한정 생산하였고, 2015년 6월 19일에 918번째 차량이 출고됨에 따라 단종되었다.